# Dumbrăvani
Dumbrăvani – wieś w Rumunii, w okręgu Bihor, w gminie Buntești. W 2011 roku liczyła 267 mieszkańców.